# Flashmob
Flashmob (englisch flash mob; flash „Blitz“, mob [von lateinisch mobiles vulgus „reizbare Volksmenge“]) bezeichnet einen kurzen, scheinbar spontanen Menschenauflauf auf öffentlichen oder halböffentlichen Plätzen, bei dem die Teilnehmer einander nicht persönlich kennen und ungewöhnliche Dinge tun. Flashmobs gelten als spezielle Ausprägungsformen der Cybergesellschaft (virtual community, Online-Community), die Medien wie Mobiltelefone und Internet benutzt, um kollektive direkte Aktionen zu organisieren.
Obwohl die Ursprungsidee unpolitisch war, gibt es mittlerweile auch als Flashmob bezeichnete Aktionen mit politischem oder wirtschaftlichem Hintergrund. Für solche zielgerichteten Aktionen wird oft die Bezeichnung „Smart Mob“ verwendet.

## Ablauf

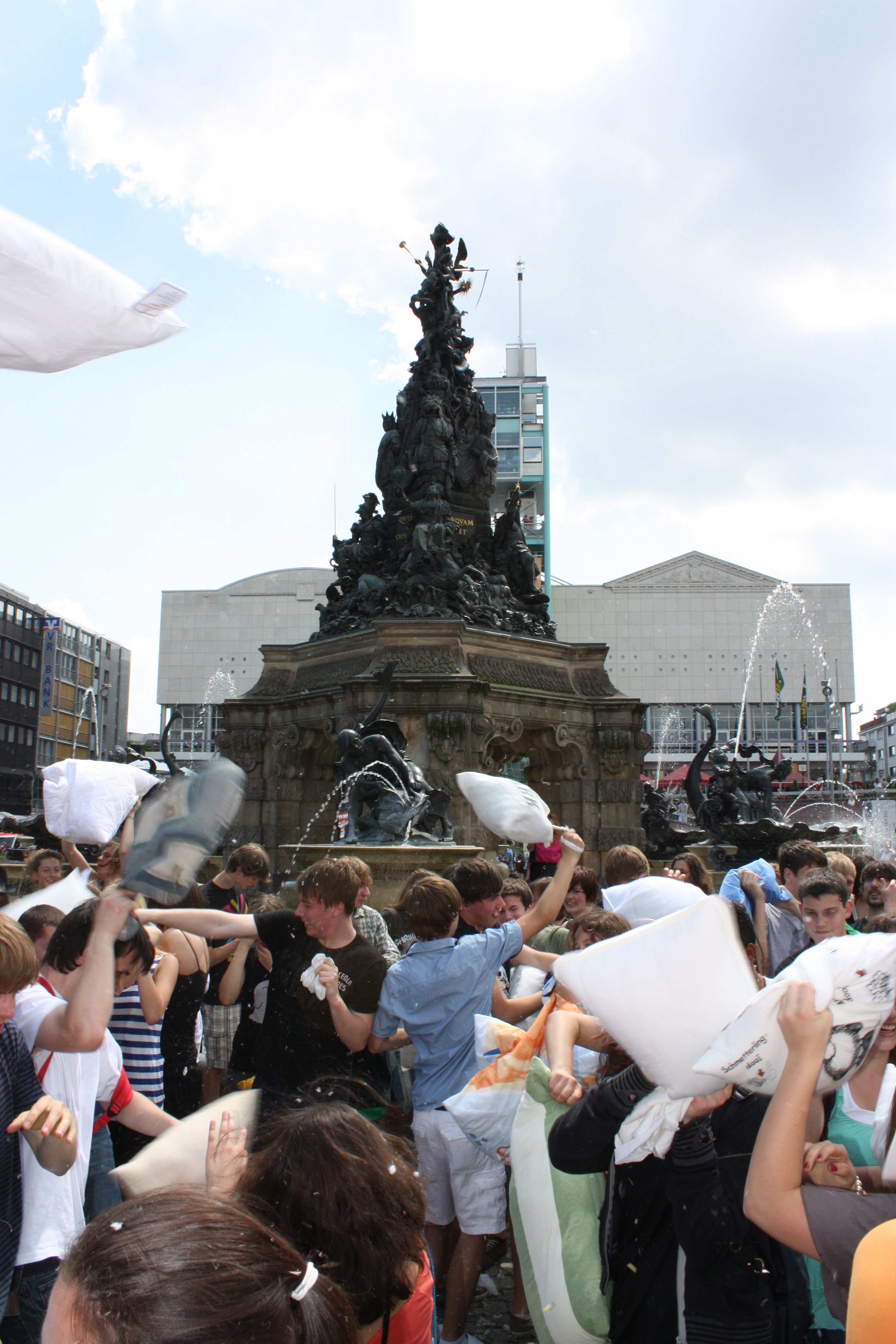
Kissenschlacht auf dem Mannheimer Paradeplatz

Zunächst wird ein Aufruf von einem Urheber verfasst und über Online-Communitys, Weblogs, Newsgroups, E-Mail-Kettenbriefe oder per Mobiltelefon verbreitet. Dabei wird immer ein öffentlicher Ort als Treffpunkt und ein genauer Zeitpunkt angegeben. Zumeist werden auch Informationen über die Aktion selbst und evtl. mitzubringende Gegenstände oder zu tragende Kleidung mitgegeben. Sollte die genaue Aktion nicht bekannt sein, treffen sich die Teilnehmer zunächst an dem vereinbarten Ort für die notwendigen Absprachen.
Dann startet der Flashmob dadurch, dass ein einzelner oder nur wenige Teilnehmer zum vereinbarten Zeitpunkt mit der vereinbarten Aktion beginnen und binnen weniger Sekunden möglichst viele weitere Teilnehmer einsteigen. Diese namensgebende, blitzartige und für die Umstehenden und Passanten völlig überraschende Mob-Bildung und das identische Handeln der Personen im Mob (z. B. applaudieren, telefonieren mit gleichen inhaltlichen Texten) erscheinen zumeist sinn- und inhaltslos, können allerdings auch ein klar deklariertes ökologisches, ökonomisches oder politisches Motiv haben.
Der Flashmob endet durch ein vereinbartes Signal, eine erreichte Zeit oder das natürliche Ende der Aktion (z. B. beim gemeinsamen Singen von O du fröhliche im Sommer nach der letzten Strophe). So schnell, wie die Menschen zusammengekommen sind, löst sich ihre Gruppe vor den Augen der häufig verdutzten Zuschauer auch wieder auf.

## Geschichte
Ein frühes literarisches Beispiel, das die Idee des Flashmobs beschreibt, findet sich in Erich Kästners Roman Emil und die Detektive aus dem Jahr 1929. Darin stellt der Protagonist, unterstützt von seinen Freunden, einen Dieb. Dabei wird von einem selbstorganisierten Nachrichtendienst ein Kinder-Mob auf die Beine gestellt, der den Täter in die Enge treibt und an der Flucht hindert.
Bereits in den 1960er Jahren waren Die-ins als ebenso spontane Aktionsform bekannt. Das Projekt „Zebra Fußgängertheater“ des Niederländers Will Spoor Anfang der neunziger Jahre kann als ein früher realer Vorläufer der Flashmobs betrachtet werden. Spoor rekrutierte (über Flugblätter, Telefonketten etc.) die Darsteller jeweils vor Ort in der Stadt, in der das Fußgängertheater gastierte. Gemeinsam wurden unangekündigte Darbietungen im öffentlichen Raum geprobt und durchgeführt, die von Konzept und Anmutung stark an heutige Flashmobs erinnern. Ebenfalls in den frühen 1990er Jahren wurden erste Critical Masses organisiert, scheinbar spontane Fahrrad-Demonstrationen.

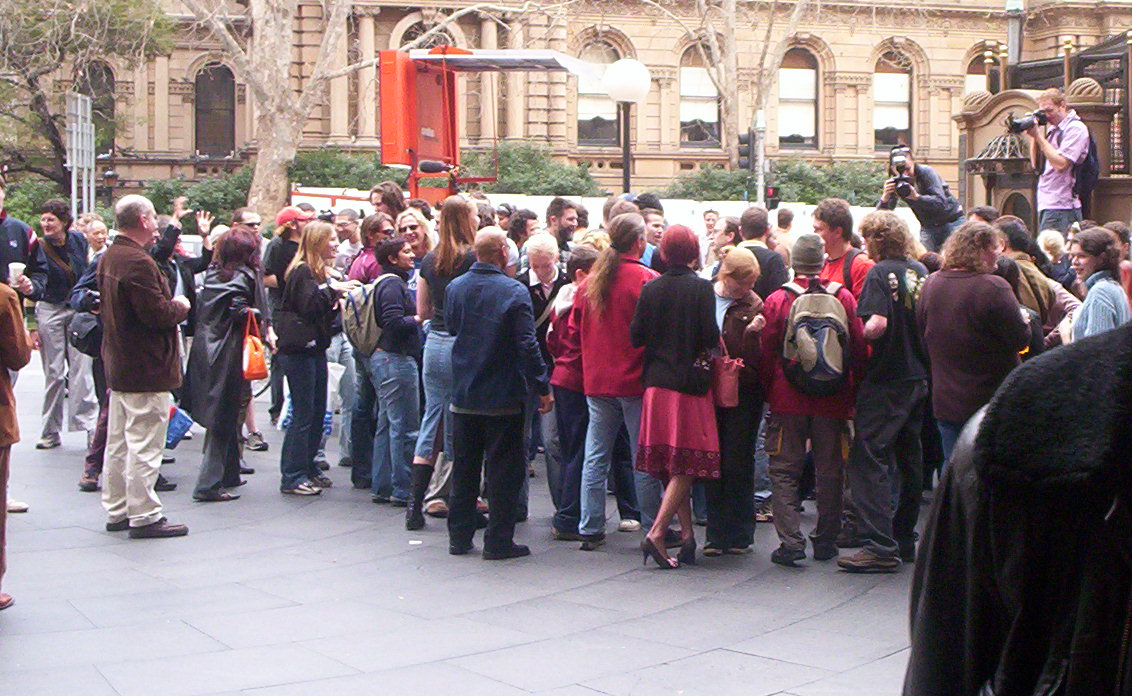
Der erste Flashmob in Sydney, August 2003

Als ein früher zweckloser (und damit vom Smart Mob unterscheidbarer) Flashmob gilt eine Aktion des Journalisten Bill Wasik am 3. Juni 2003 in New York. Mehr als hundert Teilnehmer versammelten sich in einem Kaufhaus um einen Teppich. Kaufhaus-Mitarbeitern teilten sie mit, dass sie einen „Liebesteppich“ suchten und Kaufentscheidungen grundsätzlich gemeinsam träfen. Danach versammelte sich eine noch größere Gruppe in einer Hotel-Lobby und applaudierte exakt 15 Sekunden, schließlich strömten die Teilnehmer in ein Schuhgeschäft und gaben sich dort als Touristen aus. Bill Wasik hat in einem Artikel im März 2006 bekundet, seine Absicht sei gewesen, hippe Leute vorzuführen, die in einer Atmosphäre der Konformität nur danach strebten, Teil der „nächsten großen Sache“ zu werden, egal wie sinnfrei diese sei.
Die Freude an den sinnfreien Aktionen und der öffentlichen Aufmerksamkeit führte rasch zu Nachahmungen. Bald darauf schwappte eine Flashmob-Welle von den USA nach Europa über, wo es Ende Juli 2003 erste Aktionen in Zürich, Rom und Wien gab. Zuvor, im Mai 2002, hatte das Radioballett als "Übung im nichtbestimmungsgemäßen Verweilen" am Hamburger Hauptbahnhof ein ähnliches Begehrung artikuliert. Das Phänomen erlangte für einige Monate große Medienaufmerksamkeit, bis im Herbst 2003 das Interesse zurückging.
Im Sommer 2007 wurde die Idee wiederbelebt, anfänglich von Organisationen, die mit Aktionen auf gesellschaftliche Ziele aufmerksam machen wollten. Durch neue Berichterstattungen in den Medien wurde auch wieder zu reinen Spaßaktionen inspiriert.
„Flashmob-Aktionen“ wurden von der Handelsgewerkschaft ver.di gezielt zur Besetzung und Blockade von Geschäften bei Tarifauseinandersetzungen im Einzelhandel eingesetzt. Das Bundesarbeitsgericht hat derartige Flashmobs für eine zulässige Arbeitskampfform angesehen. Das Bundesverfassungsgericht hat die dagegen gerichtete Verfassungsbeschwerde des Handelsverbandes Berlin-Brandenburg e. V. (HBB) nicht zur Entscheidung angenommen, denn die Verfassungsbeschwerde sei ohne Aussicht auf Erfolg. Das Gericht führt hierzu aus, dass der Schutz der Koalitionsfreiheit nicht auf die traditionell anerkannten Formen des Streiks und der Aussperrung beschränkt sei. Es gäbe im Grundgesetz keinen Anhaltspunkt dafür, dass allein die traditionell anerkannten Formen Arbeitskampfmittel in ihrer historischen Ausprägung vom Verfassungsgeber als Ausdruck eines prästabilen Gleichgewichts angesehen worden wären.
In Philadelphia wurde im Frühjahr 2010 ein Trend beobachtet, dass Jugendliche hierbei wie ein „echter“ Mob ihre Gewaltbereitschaft ausleben, jetzt „bash mob“ genannt. Manchmal werden dabei Geschäfte beschädigt und/oder ausgeraubt.

## Prominente Beispiele
- Am 19. Juli 2006 sprangen angeblich 600 Millionen Menschen in die Luft. Sie wollten am World Jump Day die Erde in eine andere Umlaufbahn schubsen.
- Am 20. Januar 2008 versammelten sich rund 700 Menschen auf dem Odeonsplatz in München, stürmten eine Filiale von McDonald’s am Stachus und kauften dort auf einmal 4385 Hamburger und Cheeseburger. Auf diese Art wurden bereits in vielen deutschen Großstädten Flashmobs veranstaltet. Bei einer ähnlichen Aktion am 29. März 2008 wurden in einer Berliner Filiale von McDonald’s in einer Bestellung 10.355 Burger gekauft.[16][17]
- Am 31. Januar 2008 erstarrten gleichzeitig etwa 200 Menschen im Bahnhof Grand Central Terminal in New York City für eine Dauer von fünf Minuten. Die Aktion wurde von Improv Everywhere geleitet.[18] Die veröffentlichten Filmaufnahmen wurden auf YouTube mehr als 35 Millionen Mal abgerufen.[19]
- Am 4. April 2009 um 16:00 Uhr trafen sich mehrere tausend Jugendliche (Angaben schwanken zwischen 1000 und 5000 Personen) aus Anlass des Pillow Fight Day zu einer Kissenschlacht auf der Domplatte in Köln.[20]
- Am 8. Juli 2009 kamen in Stockholm mehr als 300 Menschen zu Ehren von Michael Jackson zusammen. Sie versammelten sich an verschiedenen Orten der Stadt und tanzten zu seinem Lied Beat It.[21]